# مجهول
المجهول أو العمل أو الاشتراك في شيء بالشكل المجهول هو التدخل بشكل شخصي دون استخدام اسم محدد أو التعريف عن الهوية، وتشير حالة المجهول عادة إلى حالة شخص ما بدون معرفة عامة لشخصيته أو لمعلومات تحدد هويته.
هناك العديد من الأسباب التي يختار من أجلها شخص ما إخفاء شخصيته أو أن يصبح مجهولا. يكون بعض تلك الأسباب قانونيا أو اجتماعيا، مثل إجراء الأعمال الخيرية أو دفع التبرعات بشكل مجهول، حيث يرغب بعض من المتبرعين بعدم الإشارة إلى تبرعاتهم بأي شكل يرتبط بشخصهم. كما أن من يتعرض أو قد يتعرض للتهديد من قبل طرف ما يميل إلى إخفاء هويته، مثل الشهود في محاكمات الجرائم، أو الاتصال بشكل مجهول بالسلطات للإدلاء بمعلومات تفيد مسار التحقيق في القضايا العالقة. كما أن المجرمين بشكل عام يحاولون إبقاء أنفسهم مجهولي الهوية سواء من أجل منع إشهار حقيقة ارتكابهم للجريمة أو لتجنب القبض عليهم.
كما أن مصطلح مجهول لا يشير فقط إلى الأشخاص، فقد يستخدم مصطلح مثل «رسالة مجهولة» للإشارة إلى رسالة منقولة عبر شبكة أو غيرها دون أن تحمل أي معلومات عن مصدر أو مرسل تلك الرسالة.

## المقارنة مع الاسم المستعار
قد يرغب البعض في إنشاء علاقات طويلة الأمد مع مجموعة دون الإفصاح عن معلومات تعريفية شخصية، في تلك الحالة يلجئ الكثير إلى إنشاء معرف ذاتي جديد يدعى «الاسم المستعار» أو «الاسم البديل». من أشهر الأمثلة على الأسماء الزائفة هو اسم الكتابة أو الاسم الأدبي، الألقاب، أرقام بطاقات الائتمان، أرقام الطلاب، أرقام حسابات المصرف، عناوين الآيبي وغيرها. يمكن الاسم المستعار من ربط الرسائل التي يرسلها ذلك الشخص وبالتالي المحافظة على علاقة طويلة الأمد معه.
إن من يستخدم اسما مستعارا يعامل معاملة تختلف عن المجهول، إلا أنه في بعض السياقات قد تستخدم كلمة مجهول للإشارة إلى حالتي المجهول والاسم المستعار على حد سواء خاصة في تلك الحالات المتعلقة بالأمور القانونية.

## طرق الحصول على حالة المجهول
حالة المجهول هي النتيجة لعدم التعريف بالمعلومات الشخصية مثل الاسم أو المظهر الفيزيائي وإبقاءها مجهولة. ذلك يكون بسبب عدم وجود الاهتمام بالتعرف على طبيعة تلك الخصائص، أو نتيجة المجهود المقصود من أجل إخفاءها، كمثال على الحالة الأولى هو الالتقاء بشخص غريب، فمعرفة اسمه لن يكون أمرا ضروريا من أجل التواصل مثل بيع بطاقات المواصلات العمومية عبر آلات البيع، وكمثال على الحالة الثانية هو التخفي داخل ملابس مموهة من أجل إخفاء لون الشعر أو العيون أو الوشم من أجل تفادي التعرف على ذاته من قبل الآخرين.
في بعض الحالات قد تحدث حالة المجهول عن غير قصد، مثل ضحايا جرائم الحرب، حيث يكون جسم الضحية عن اكتشافه في حالة قد يصعب فيها التعرف عليه من قبل الآخرين.
كما أن حالة المجهول قد تنشأ نتيجة الزوال التلقائي للمعلومات المعرفة للشخصية، مثل ما يحدث مع مرور الوقت أو عدم النسب للأقوال. على سبيل المثال فإنه لا بد أنه قد كان لمقولة «الوقت من ذهب» من قالها لأول مرة فيما سبق، إلا أنه مع الوقت تزول تلك المعلومات وينسى القائل وتبقى المقولة على لسان الناس.

## حالة المجهول والأمور الاجتماعية
قد تنقص حالة المجهول مقدار الاعتمادية التي يحصل عليها الأشخاص مقابل أفعالهم، وتزيل التأثير التي قد تأخذه تلك الأفعال على سمعتهم، قد يكون لذلك نتائج شديدة سواء سلبية أم إيجابية.
في الحالات العادية قد تتيح حالة المجهول للأشخاص بالكشف عن التاريخ الشخصي والشعور من عدم الإحراج. قد تساعد وسائل الاتصال الإلكترونية على توفير حاجز عزل فيزيائي يساعد على تحقيق حالة المجهول، هذا قد يمنع من تأثير الألفاظ أو التصرفات الممنوعة أو غير المستحبة على التأثير على سمعة القائل، وقد يفيد هذا بشكل خاص في نقاش الأمور الخاصة أو التعبير عن الآراء المتعلقة بالأمور المحرمة التي قد تضع الشخص في خطر فيزيائي أو مادي أو قانوني أو اجتماعي.
من جهة أخرى فإن حالة المجهول توفر بيئة مناسبة لظهور تصرفات غير لائقة ومزعجة من قبل الأشخاص، وأبرز ذلك ما يعرف باسم «دمية الجورب» على شبكة الإنترنت.

## المسائل المتعلقة بحالة المجهول
لا تدعم جميع المجتمعات حالة المجهول أو ترحب بمساهمات المجهول فيها. حيث هناك توجه في الكثير من المجتمعات لحجب الثقة عن من يبذل الجهد لإخفاء هويته، وذلك يعبر عنه عادة بالقول الشائع «أي شخص يبقى مجهولا فهو يحاول إخفاء شيء ما».
عادة ما تصطدم حالة المجهول بالسياسات والإجراءات من قبل الحكومة أو المؤسسات الخاصة. حيث أنه في الولايات المتحدة الأمريكية يجب الإفصاح عن الهوية من أجل المشاركة في عملية الانتخابات، كما أنه في المطارات ينبغي على المسافرين الإفصاح عن هويتهم من أجل السماح لهم باستقلال الطائرات خاصة على الرحلات الدولية.

## الإشارة إلى المجهول
عند وجود ضرورة للإشارة إلى شخص ما مجهول الهوية، يكون هناك عادة حاجة لإنشاء معرف ما بديل عن المعلومات الشخصية لذلك المجهول. عادة ما تستخدم كلمة «مجهول» أو «مجهول الهوية» للإشارة إلى الشخص المجهول في المنشورات، وهذا ما يحدث عادة في النصوص والمنشورات القديمة التي يكون كاتبها غير معروفا أو متوفيا وغير قادرا على المطالبة بحقوق التأليف لذلك العمل. كما أنه في بعض الحالات يقوم الكاتب باستخدام «اسم كتابة» أو «اسم مستعار» لإشهاره بالترافق مع العمل الأدبي وإخفاء اسمه أو شخصيته الحقيقية.
في الجيش، يكون هناك حاجة لتكريم الجنود القتلى الذي يكون من الاستحالة التعرف عليهم، ولذلك يقام نصب تذكاري يعرف في الكثير من البلدان باسم «نصب الجندي المجهول» لتخليد ذكراهم.

## اقرأ أيضا
- تصفح مجهول
- المنشورات المجهولة